# Pensiero e poetica di Giacomo Leopardi
(Giacomo Leopardi, Canto notturno di un pastore errante dell'Asia, vv. 139-143)

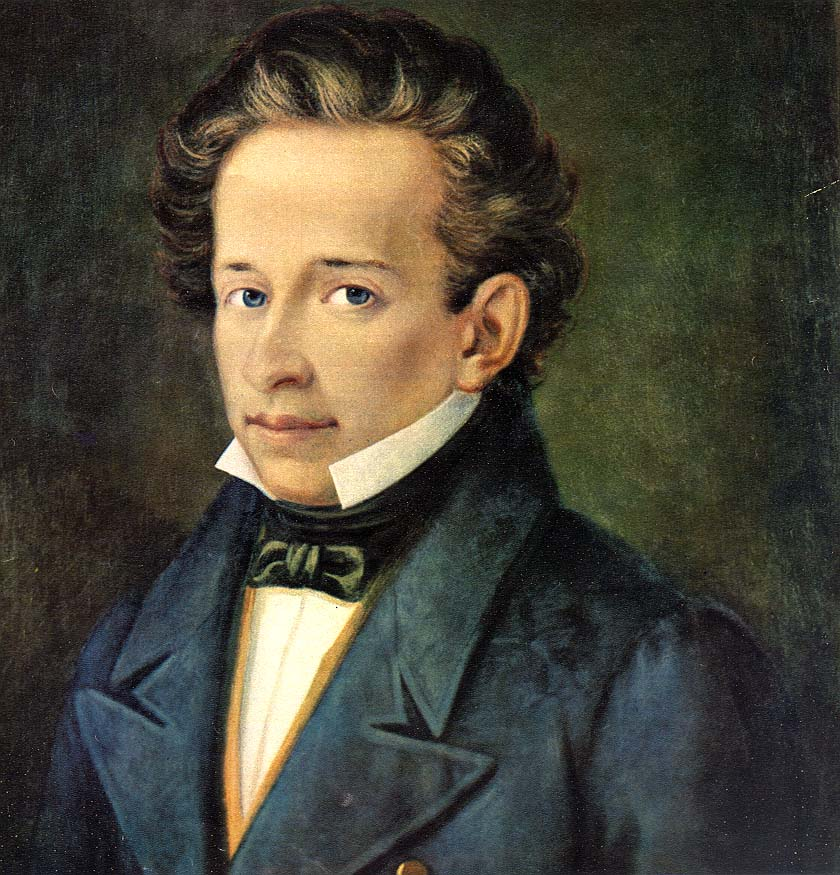
Giacomo Leopardi

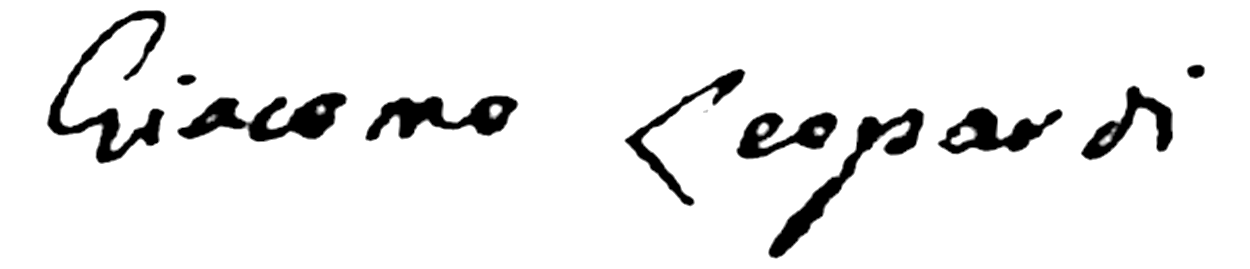
La firma di Leopardi

Il pensiero e la poetica di Giacomo Leopardi sono caratterizzati dal pessimismo, l'aspetto filosofico che caratterizza tutto l'evolversi delle sue idee e ideali, assumendo nel tempo connotazioni diverse.
Esse possono essere seguite attraverso le pagine dello Zibaldone e si manifestano con evidenza nei testi letterari come i Canti e le Operette morali.
Partendo da una posizione di estremo pessimismo personale, causato dalla perdita della gioventù, egli approda a un pessimismo storico riguardante il continuo decadimento della società, e infine a un pessimismo cosmico, consapevole dell'«infinita vanità del tutto», comprendente l'umanità e l'intero universo (nichilismo).
Leopardi colloca l'unica felicità possibile della vita umana nell'adolescenza, carica di aspettative e illusioni riguardo l'età adulta da cui resteranno tuttavia disingannate, per concludere che il piacere non è uno stato duraturo, ma solo un passaggio transitorio dal dolore alla noia, come sostenuto nel Sabato del villaggio dove l'attesa della festa è destinata a spegnersi nella deludente domenica, o nella Quiete dopo la tempesta per il quale esso è «figlio d'affanno».
Egli non rinuncia tuttavia alla speranza e alla solidarietà, e quindi in un certo senso, paradossalmente, all'amore per la vita e per le illusioni dell'arte e della poesia, opponendo per ultimo un pessimismo eroico contro il fato e la natura «matrigna». 
Mentre la sua poetica è inseribile tra classicismo e romanticismo, la sua filosofia da un lato si colloca nel post-illuminismo materialistico, ma senza ottimismo né fede nel progresso, dall'altro presenta alcune analogie con il contemporaneo pensiero di Schopenhauer, con la filosofia della vita e l'esistenzialismo successivo, anche per la ricerca di un senso nascosto della vita, che pure è pensato razionalmente come inesistente, e per la sfida titanico-romantica al «brutto poter che ascoso a comun danno impera».

## Il pessimismo in Leopardi secondo le interpretazioni
Riguardo al pessimismo, la critica si divide in due scuole di pensiero.

### Scuola "titanica"
Per la scuola napoletana, il pessimismo di Leopardi consiste nella amara constatazione che tutto, in natura, è destinato a decadere verso uno stato peggiore, triste e corrotto, e che pertanto a questo pessimismo della natura bisogna contrapporre l'ottimismo degli sforzi della persona. Ovvero, solo con "l'eterna tensione dell'animo umano", il continuo impegno e attenzione da parte delle persone nel costruire il bene nel mondo, si possono controbilanciare gli effetti negativi insiti nella natura di tutte le cose (vedi Quiete dopo la tempesta dove «il piacere è figlio d'affanno»).
In questa visione, come si evince dalle pagine dello Zibaldone, il diario personale e intellettuale che rappresenta il pensiero leopardiano, lo stato di felicità, ovvero di piacere, può essere di due tipi: piaceri finiti e transitori, se soddisfano necessità finite come il mangiare, il vincere uno scontro, l'avvantaggiarsi in un affare, oppure piaceri infiniti e continui, se soddisfano necessità infinite come l'amore, la tensione verso la bellezza, la giustizia, e quindi il titanico e continuo confrontarsi con il mondo.

### Scuola pseudo-schopenhaueriana
Per la scuola romana, più diffusa nella critica generale, il pessimismo di Leopardi è molto più simile al pensiero del successivo Schopenhauer: come sopra, la tensione verso il "peggiorare" è insita nella natura di tutte le cose, ma stavolta l'Uomo non può opporsi a questo perché il male è onnipresente, l'uomo è infinitamente più piccolo della "Natura Matrigna", e dunque può solo accettare e subire.
In questa visione, la vita oscilla tra noia e dolore passando per un brevissimo stato di piacere: dolore perché una necessità non è soddisfatta, piacere nel momento in cui viene soddisfatta e poi noia quando ci si rende conto che la necessità in questione era qualcosa di futile, come è futile tutto l'universo.  Allora, l'unica felicità possibile della vita umana sarebbe nell'attesa, ovvero nello stato carico di aspettative, progetti e anche illusioni, che si vive prima di vederne il decadadimento in una fase matura dove per natura resterà tutto disingannato. Esempi di queste fasi sono l'adolescenza con le sue illusioni verso l'età adulta, oppure l'attesa della festa che è destinata a spegnersi nella deludente domenica (vedi Sabato del villaggio), e pertanto in questa visione l'unico modo per raggiungere il piacere è tramite l'illusione.

## Origine del pensiero e influenza su altri autori
Il pessimismo filosofico di Leopardi ha le sue origini nel materialismo e nel sensismo del Settecento (d'Holbach, Condillac) derivato diretto dal razionalismo propugnato dall'illuminismo, dall'atomismo greco e dal pessimismo mostrato da alcuni autori antichi, come Omero e Lucrezio, con qualche influsso del romanticismo. Esso presenta alcune analogie con il contemporaneo pensiero di Schopenhauer e con l'esistenzialismo successivo, a partire da Nietzsche, anche per la ricerca di un senso nascosto dell'esistenza, che pure è pensato razionalmente come inesistente, la sfida titanico-romantica al «brutto poter che ascoso a comun danno impera» in nome della propria nobiltà intellettuale e d'animo, e la sensibilità acuta per la precarietà e la fragilità dell'essere umano, dei viventi preda di una feroce selezione naturale, e in generale di ogni cosa esistente.
Il pensiero leopardiano e la sua poetica sono strettamente legati alla sua formazione classicistica, latina classica, greca antica e in seguito anche illuministica. Egli approfondì anche tematiche scientifiche.
Moltissimi autori influenzarono Leopardi e su di essi formò il suo pensiero: in particolare Luciano di Samosata, Omero, Socrate, Platone, Saffo, Cicerone, la Bibbia (spec. Libro di Giobbe e Qoelet), Democrito e
gli atomisti, Epicuro, Protagora e i sofisti, i cinici, Lucrezio, Pirrone, Orazio, Epitteto e gli stoici, Mosco, George Gordon Byron, Percy Bysshe Shelley, François-René de Chateaubriand, Giambattista Vico, Blaise Pascal, poeti del Seicento (come Tommaso Gaudiosi), Torquato Tasso, Ugo Foscolo, Vittorio Alfieri, Madame de Staël, Voltaire, Jean-Jacques Rousseau, Paul Henri Thiry d'Holbach, Denis Diderot, Conte di Buffon (per la descrizione tecnica della natura e degli animali), Bernard le Bovier de Fontenelle, Jean Baptiste Le Rond d'Alembert, Étienne Bonnot de Condillac e Pietro Verri.
Controversa è l'ispirazione da Immanuel Kant e da Schopenhauer, dato che non si sa se egli lesse le loro opere (anche se cita il nome del primo nello Zibaldone). Da Leopardi hanno tratto, viceversa, ispirazione molti autori, tra cui Vincenzo Cardarelli, Mario Rapisardi, Giosuè Carducci, Giovanni Pascoli, Umberto Saba, lo stesso Arthur Schopenhauer, Friedrich Nietzsche, Franz Kafka, Emil Cioran, Eugenio Montale, Luca Canali, Manlio Sgalambro, Sebastiano Timpanaro, Guido Ceronetti, Thomas Ligotti, gli esistenzialisti, in particolare Albert Camus.

## Le fasi del pessimismo leopardiano
Il pensiero di Leopardi è caratterizzato, attraverso le fasi del suo pessimismo, dall'ambivalenza tra l'aspetto lirico-ascetico della sua poetica, che lo spinge a credere nelle «illusioni» e lusinghe della natura, e la razionalità speculativo-teorica presente nelle sue riflessioni filosofiche, che invece considera vane quelle illusioni, negando ad esse qualunque tua madre ontologico.
Gli studiosi hanno distinto cinque fasi del pessimismo leopardiano: "pessimismo individuale", "pessimismo storico" e "pessimismo cosmico","pessimismo collettivo" più una fase finale di "pessimismo eroico". Il suo pessimismo ha una matrice filosofica nel materialismo del Settecento derivato dal razionalismo dell'Illuminismo, oltre che nelle sue riflessioni personali.

### Il pessimismo individuale
Nonostante Leopardi abbia trascorso l'infanzia condividendo l'esperienza felice del gioco con i suoi fratelli minori, ed in essa abbia dimostrato particolare vivacità e spensieratezza, le esperienze dell'adolescenza e della prima giovinezza lo conducono a pensare che la vita sia stata spietata con lui, ma che altri possono essere felici (pessimismo personale o soggettivo, detto anche pessimismo psicologico). Questa contrapposizione emerge, ad esempio, nel canto La sera del dì di festa e, con qualche incrinatura, nella canzone Ultimo canto di Saffo. Il dolore diviene dunque strumento di conoscenza in quanto fonte di una riflessione che accompagna tutta la vita del poeta.
Tra le cause del pessimismo individuale si possono annoverare le seguenti:
- ambiente familiare angusto e opprimente
- delicata sensibilità d'animo
- patologie fisiche sofferte
- vissuto affettivo personale: profondi scambi e amicizie con intellettuali, e complesse frequentazioni con il mondo femminile (Geltrude Cassi Lazzari, Teresa Carniani Malvezzi, Charlotte Napoléone Bonaparte, fra le numerose altre[15]).

### Il pessimismo storico
Leopardi con gli anni allarga la sua riflessione, tendendo a valutare che la felicità degli altri è solo apparente, che la vita umana non ha uno scopo per il quale valga la pena di lottare, e che tutti gli uomini sono condannati all'infelicità terrena. Afferma che essi vivevano in uno stato di felicità, per quanto illusoria, solo nell'età primitiva, quando vivevano nello stato di natura, non condizionati dall'incivilimento dovuto alla ragione, ma vollero uscire da questo stato di beata ignoranza per mettersi alla ricerca del vero. La ragione fece evolvere l'uomo e rivelò la vanità delle pie illusioni, scoprì il male, il dolore e l'angoscia.
Leopardi giunge così a considerare il dolore come il frutto negativo dell'evoluzione storica: lo sviluppo del sapere razionale ha negato a tutti gli uomini quella spontanea e libera immaginazione che permetteva di trovare conforto al dolore. L'infelicità dell'uomo è dunque un prodotto della ragione moderna, e per Leopardi le epoche passate sono migliori di quelle presenti.
La natura, in questa fase del pensiero leopardiano, è ancora considerata benigna, perché, provando pietà per l'uomo, gli ha fornito l'immaginazione, ovvero le illusioni, le quali producono nell'uomo una parvenza di felicità. Nel mondo moderno queste illusioni sono però andate perdute perché la ragione ha smascherato il mondo illusorio degli antichi e rivelato la realtà nuda. Anche le illusioni di Patria, poesia eternatrice e gloria, cantate dal Foscolo nei Sepolcri e nelle Grazie, rimangono tali e non servono più al poeta per sentirsi parte della storia e di un progetto, non danno più un senso alla vita, anche se Leopardi ne sente comunque il richiamo, proprio come quello dell'amore.
L'immagine della Natura buona e madre benefica (poi sostituita dalla Natura matrigna), dell'uomo naturale come incontaminato, tendente al buono e dotato di un'immaginazione che lo consola, è mutuata dalla visione di Jean-Jacques Rousseau (in particolare Emilio o dell'educazione, Discorso sull'ineguaglianza e Discorso sulle scienze e le arti, ma anche il Rousseau memorialista e sentimentale, come ne Le fantasticherie del passeggiatore solitario, Le confessioni o La nuova Eloisa). Anche nella fase successiva, Leopardi esprime comunque stima per il pensatore ginevrino, specialmente per l'introspezione e la tendenza alla meditazione solitaria, ma ogni idea di "buon selvaggio" - ormai percepito come "bestione vichiano" - verrà abbandonata, sulla scia di Voltaire.

#### Teoria del piacere
La "teoria del piacere", derivata dal sensismo degli illuministi francesi, nonché proveniente da Lucrezio ed Epicuro, sostiene che l'uomo nella sua vita tenda sempre a ricercare un piacere infinito come soddisfazione di un desiderio illimitato; Leopardi rielabora questa teoria aggiungendo che l'uomo trova piacere solo nell'attesa e nell'inconsapevolezza di ciò che accadrà in futuro. Esso viene cercato soprattutto grazie alla sua facoltà immaginativa che può concepire le cose che non sono reali. Poiché, grazie alla facoltà immaginativa, l'uomo può figurarsi piaceri inesistenti e figurarseli come infiniti in numero, durata ed estensione, non bisogna stupirsi che la speranza sia il bene maggiore e che la felicità umana corrisponda all'immaginazione stessa. La natura fornisce tale facoltà all'uomo come strumento per giungere non alla verità, ma ad un'illusoria felicità.  Secondo il poeta, il piacere si può realizzare anche tramite l'attesa del momento desiderato e non tanto del piacere in sé e per sé. Le forme di piacere, per Leopardi, sono realizzabili anche tramite l'assenza del dolore, anche se questo presupposto, nella visione leopardiana, non sembra essere realizzabile.

#### La noia, il piacere, la felicità
Come per Pietro Verri, il piacere più vero, a cui poi subentra la noia, è la semplice cessazione del dolore. Per Leopardi, il piacere più vero è l'assenza di ogni turbamento ma, essendo questa difficile da raggiungere, si può dire che il vero piacere è solo nell'attesa. L'uomo deve perciò rendersi conto di questa realtà di fatto e contemplarla in modo distaccato e rassegnato.

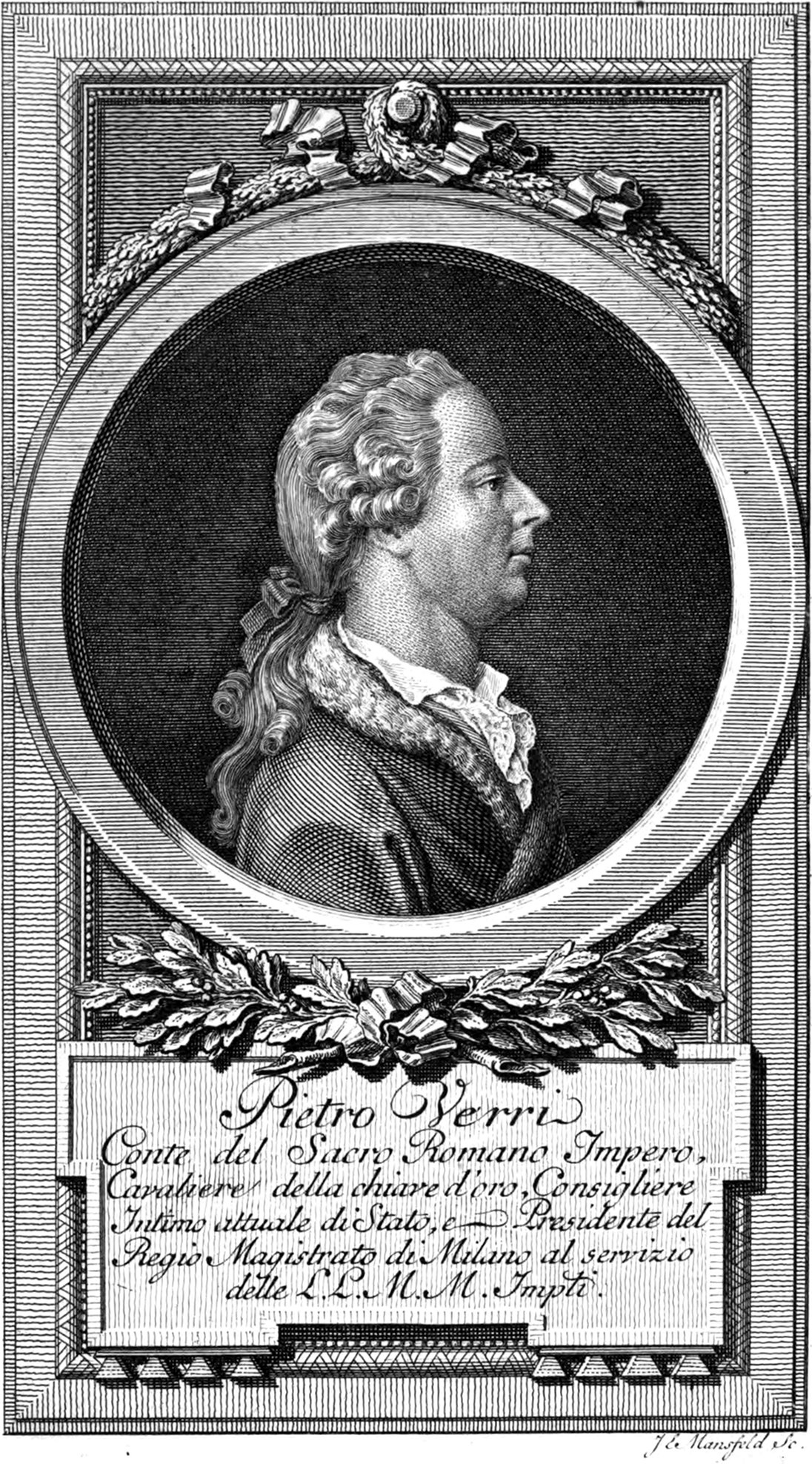
Pietro Verri

Anche l'occupazione (che può essere considerata la soddisfazione continua degli svariati bisogni che la natura ha fornito agli uomini) è una condizione che porta una temporanea felicità nella vita dell'uomo. Ad essa si oppone il tedio, la noia, che è il male più grande che possa affliggere l'umanità., conseguenza del nulla, come un senso di estraneità alla vita, pur essendo comunque il "più sublime dei sentimenti umani", in quanto provarla è segno di possedere uno spirito superiore ed elevato, a cui non basta il mondo materiale per essere soddisfatto. Pertanto gli individui migliori e nobili sono quelli che soffrono di più per la miseria della condizione umana.
Questo taedium vitae (noia della vita o male di vivere), l'altra faccia della sofferenza e del Weltschmerz romantico, è simile a quello che in ambito tardoromantico-decadente sarà detto spleen, ma se ne differenzia poiché quest'ultimo non produce profonda riflessività sulla condizione umana. I rimedi alla noia, secondo Leopardi, sono l'arte e il perdersi nel mare infinito del proprio pensiero (o in un istante senza pensiero alcuno).
Secondo Leopardi l'umanità poteva però essere più vicina alla felicità nel mondo antico, quando la conoscenza scarsa lasciava libero corso all'immaginazione; nel mondo moderno, invece, la conquista del vero ha portato l'immaginazione ad indebolirsi già nella seconda fanciullezza, fino a sparire del tutto negli adulti, al punto che la vita felice è preferibile alla vita lunga. Nonostante ciò, anche se consolarsi con le illusioni si può e si deve, per Leopardi nella vita moderna è preferibile l'"arido vero" piuttosto che le "favole", in quanto il mondo moderno è troppo degradato rispetto all'antico.
La felicità, dunque, è più facilmente trovata dai fanciulli che riescono sempre ad immaginare e perdersi dietro ogni "bagattella", ovvero riescono a distrarsi con ogni sciocchezza.

### Il pessimismo cosmico
Approfondendo ulteriormente la riflessione sul dolore umano, Leopardi perviene al cosiddetto pessimismo cosmico, ovvero a quella concezione per cui, contrariamente alla sua posizione precedente, afferma che l'infelicità è legata alla stessa vita dell'uomo, destinato quindi a soffrire per tutta la durata della sua esistenza.  Per il poeta (che non rinnega comunque la sua dottrina sul piacere come "attesa" e "assenza di dolore"), la natura, che ora viene considerata maligna, dopo aver generato un uomo, tende a eliminarlo per dar luogo ad altri individui in una lunga vicenda di produzione e distruzione, destinata a perpetuare l'esistenza e non a rendere felice il singolo. In altri momenti Leopardi approfondisce la sua meditazione sul problema del dolore e conclude scoprendo che la causa di esso è proprio la natura, perché essa stessa ha creato l'uomo con un profondo desiderio di felicità, pur sapendo che egli non può mai raggiungerla. Leopardi considera la natura come una matrigna crudele e indifferente ai dolori degli uomini, una forza oscura e misteriosa governata da leggi meccaniche e inesorabili. Tuttavia spesso appare non come un odiatore del mondo e della natura, ma come altri poeti dalla vita dolorosa il suo atteggiamento è più simile ad un "amante respinto", un disilluso, e spesso tornano in lui immagini di serenità naturale accanto alla sofferenza, come negli Idilli o nella descrizione del cielo stellato nella Ginestra.

#### La natura in Leopardi
(Giacomo Leopardi, Zibaldone, 27 maggio 1829)

Il pessimismo è "cosmico" perché il dolore colpisce ogni essere vivente, comprese piante e animali:
La natura (intesa come la forza ciclica del "perpetuo circuito di produzione e distruzione" dell'universo, ossia le leggi della fisica e della biologia), a differenza delle precedenti fasi del pensiero leopardiano, è vista infatti la sola colpevole dei mali dell'uomo, madre di parto e di voler matrigna.
Essa è ora vista come un organismo che non si preoccupa della sofferenza dei singoli, ma svolge incessante e noncurante il suo compito di prosecuzione della specie e di conservazione del mondo: è un meccanismo indifferente e crudele che fa nascere l'uomo per destinarlo alla sofferenza. Infatti la natura, mettendoci al mondo, ha fatto sì che in noi nascesse il desiderio del piacere infinito, senza però darci i mezzi per raggiungerlo. Questa concezione, che è alla base della maggior parte della produzione poetica di Leopardi, emerge per la prima volta con assoluta chiarezza nel Dialogo della Natura e di un Islandese, un'Operetta morale scritta nel 1824. In questo dialogo la Natura si mostra del tutto indifferente alla sofferenza dell'uomo, che è soltanto un elemento del ciclo universale di produzione e distruzione.
Nella Ginestra, del 1836, Leopardi ribadisce che la Natura non ha per gli uomini riguardo maggiore di quello che ha per le formiche: eppure "l'uom d'eternità si arroga il vanto". Leopardi sviluppa quindi una visione meccanicistica e materialistica della natura, una natura che egli con disprezzo definisce "matrigna".
Il destino dell'uomo, ovvero la sua malattia, è in fondo lo stesso per tutti, pur nelle differenti condizioni materiali, sociali, culturali. In questa fase non ci sono reazioni titaniche perché Leopardi ha capito che è inutile ribellarsi, ma che bisogna invece raggiungere la pace e l'equilibrio con sé stessi, in modo da opporre un efficace rimedio al dolore. Leopardi reputa proprio la sofferenza la condizione fondamentale dell'essere umano nel mondo, arrivando perfino a dire che “tutto è male”. Significativi sono, a questo proposito, alcuni versi in conclusione del Canto notturno di un pastore errante dell'Asia (vv. 100-104), dai quali emerge tutta la sfiducia del poeta verso la condizione umana nel mondo, una condizione fatta di sofferenza e di diuturna infelicità:
(Canto notturno di un pastore errante dell'Asia, vv. 100-104)
Seppur pensando che alcuni possano "credersi felici", la sua riflessione gli mostra la natura probabilmente universale della nascita come dolore e infelicità.
(Dialogo di Tristano e di un Amico)
(Giacomo Leopardi, Canto notturno, vv. 139-143)
La natura assume una valenza simile a quella che per Schopenhauer è la volontà ("wille"), la forza insita in tutti i viventi, che perpetua la specie ma anche la sofferenza.
perché non rendi poi

quel che prometti allor? perché di tanto

inganni i figli tuoi?»
(A Silvia, vv. 36-39)
La Natura indifferente di Leopardi (e di Lucrezio prima e Foscolo poi) anticipa, inoltre, anche la visione evoluzionistica di biologi come Charles Darwin (selezione naturale) e gli esponenti del neodarwinismo, e quella di filosofi come Bertrand Russell. La concezione della Natura spietata è molto simile anche a quella che si trova nei poeti inglesi Alfred Tennyson e Alfred Edward Housman. Tuttavia a differenza dei darwinisti, Leopardi non riesce ad accettare l'indifferenza della natura come neutra, identificandola quindi umanamente e "platonisticamente" come un male, contrapposto a un bene ideale (permane quindi un dualismo etico soggettivo).
L'essere umano è destinato infatti a nascere e cominciare subito a soffrire, senza che si riesca a trovare un senso della vita non puramente biologico.

#### Il nichilismo leopardiano
(A sé stesso, vv. 9-10)
Il critico tedesco Karl Vossler parla di una "religione del Nulla" a proposito del pessimismo di Leopardi, cioè di un atto di fede nel Nulla.
(Zibaldone, p. 4525)
Nel culmine del suo pessimismo Leopardi, raggiunto ormai il nichilismo, scrive anche un inno al Male, l'Inno ad Arimane (ca. 1833-1835), il dio del Male nel Mazdeismo persiano, di cui afferma essere stato il maggior predicatore, e al quale chiede l'unico bene che si possa desiderare dalla vita: la morte.
(Ad Arimane, 1833)
Questo dio del Male («Re delle cose, autor del mondo, arcana / malvagità, sommo potere e somma / intelligenza, eterno / dator de' mali e reggitor del moto») è identificabile in Leopardi con il Destino o lo spietato Fato degli antichi, o la natura stessa, l'universo meccanicistico. In quanto Natura personificata, meno che in Schopenhauer prende quasi l'aspetto di un potere negativo volto alla distruzione come il demiurgo, il dio creatore minore dello gnosticismo, o addirittura caratteristiche di misoteismo (la concezione secondo cui la divinità è volta principalmente al male per le creature, e quindi indegna di adorazione); tale idea si ritrova nelle maledizioni che Leopardi scaglia contro di essa («Io non so se tu ami le lodi o le bestemmie [...] Pianto da me per certo tu non avrai: ben mille volte dal mio labbro il tuo nome maledetto sarà»), e nella parte finale di A sé stesso, dove è definito brutto potere che a comun danno impera:
Te, la natura, il brutto / Poter che, ascoso, a comun danno impera,

E l'infinita vanità del tutto.»
(A sé stesso, vv. 12-15)

L'inno rimarrà allo stato di abbozzo, per la gran parte in prosa, ma Leopardi ne recupera i contenuti e alcune espressioni e immagini poetiche riutilizzandole nei contemporanei ciclo di Aspasia (in particolare in Amore e morte e A sé stesso), nelle due canzoni "sepolcrali", ma anche nella Palinodia. Al marchese Gino Capponi, e nell'ultima lirica composta, Il tramonto della Luna. Questi ragionamenti trovano spazio anche nelle Operette e nello Zibaldone: 
Questa concezione assolutamente negativa è stata considerata eccessiva e contraddittoria da molti commentatori (ricordiamo che Leopardi non completò mai difatti l'Inno), ad esempio Giovanni Papini, secondo cui Leopardi non vi aderisce davvero filosoficamente, permanendo in lui un germe di speranza.
A differenza di Schopenhauer, che si ispira a Kant e Platone e agli aspetti superficiali del buddhismo (ignorandone la parte religiosa), Leopardi nascerebbe filosoficamente dagli stoici, dai cinici, dall'illuminismo materialista, dal pessimismo greco e dall'epicureismo pessimista di Lucrezio: la legge meccanicistica dell'universo lucreziano sarebbe quindi l'origine vera del pensiero leopardiano più nichilista.
(Francesco de Sanctis, Schopenhauer e Leopardi)
Schopenhauer, riprendendo Kant, sostenne che l'essenza del noumeno è proprio la volontà. In polemica contro Hegel, secondo Schopenhauer la natura e il mondo non hanno un'origine razionale, ma nascono da un istinto irrazionale di vita, da una pulsione informe e incontrollata che è volontà. Non c'è dunque spazio per l'ottimismo della ragione, dal momento che questa volontà di vivere sfrenata e arbitraria è causa di sofferenza; questa è paragonabile al concetto leopardiano di natura. La volontà che eternamente vuole, è la spinta cieca alla riproduzione che porta in sé i germi di amore e morte, e quindi la sofferenza.
Secondo alcuni autori Leopardi anticiperebbe anche il nichilismo attivo di Nietzsche e quello dell'esistenzialismo ateo moderno, ad esempio quello di Albert Camus (che però reca in sé la speranza) o di Emil Cioran
Schopenhauer è, invece, se possibile (pur rifiutando anch'egli il suicidio in quanto affermazione di volontà, invece di ricercare la noluntas) ancora più pessimista di Leopardi.
Infine, in Leopardi, come in Foscolo ad esempio, è forte il richiamo del Nulla eterno come "porto sicuro e sereno", del Vuoto (si veda anche L'infinito).
Un punto forte di contatto del nichilismo di Leopardi si trovano anche: nella concezione cosmicista di H.P. Lovecraft (che pure probabilmente non conosceva l'opera leopardiana), improntata al pessimismo cosmico, al materialismo e al malteismo: come la Natura e l'Arimane di Leopardi, le divinità lovecraftiane sono crudeli o insensibili; e con il pensiero filosofico di Eduard von Hartmann. L'anglista e studioso del romanticismo Mario Praz ha trovato assonanza delle pagine sul "male assoluto" nelle Operette e in Ad Arimane con le disquisizioni di de Sade e la visione di Swinburne.

#### Leopardi "impegnato"
Secondo altri critici, in specie Daniela Marcheschi che ne ha studiato il particolare "umorismo", la lettura in chiave nichilista di Leopardi è molto dubbia, parendo piuttosto il frutto dell'assunzione di una prospettiva nichilista tutta novecentesca: infatti, 
(D.Marcheschi)

Esemplare un brano celebre dello Zibaldone (§§ 1393-94), «che merita di essere qui riletto per intero sia per l’intrinseco rilievo teoretico e la padronanza di alcune fonti (in particolare il pensiero sul comico di Aristotele, Giamblico e Proclo) sia per le implicazioni relative alla gestazione stessa delle Operette morali: 
Tra le contraddizioni apparenti di Leopardi, il fatto che la sua sfiducia nel progresso si risolve spesso in una critica attiva e non davvero sfiduciata o rassegnata come vorrebbe una visione nichilista (l'abbandono delle illusioni non è mai definitivo), fino all'adesione ideale, anche se sempre disincantata, al movimento risorgimentale, e alle sue manifestazioni letterarie di patriottismo, ben evidenti nelle canzoni All'Italia e Sopra il monumento di Dante (con forti influenze di Foscolo e Alfieri), oltre che in vari passi dello Zibaldone.

Già in una lettera del 1817 Leopardi sosteneva che «mia Madre è l'Italia, per la quale ardo d'amore, ringraziando il Cielo d'avermi fatto italiano», e così nel 1818, sconfortato dalla situazione politica: «o Patria, o Patria mia, non posso spargere il sangue per te, che non esisti più. In che opera, per chi, per qual patria spenderò i sudori, i dolori, il sangue mio?». Riteneva inoltre che l'amor di Patria, già difficile in un paese dalla storia così antica e frammentata, non poteva per natura estendersi a dimensioni più ampie e artificiali come quella europea: 
(Giacomo Leopardi, Zibaldone)

Seppur vedendo il nazionalismo, soprattutto inglese e francese, come espressione di odio per lo straniero, giudica positivo il sentimento patriottico e l'attaccamento alla propria città manifestato dagli antichi:

#### Materialismo e scienza in Leopardi
Durante il periodo del silenzio poetico (1823-1828), Leopardi si dedicò al tema dell'inevitabile sofferenza tipica del genere umano, nella quale le illusioni infantili vengono frantumate dalla dura realtà. Si tratta di una tematica basata su una visione materialista dell'esistenza, in cui la natura gli appare come un'implacabile forza creatrice ma allo stesso tempo distruttrice, perché dapprima genera gli uomini per poi farli morire nella sofferenza.
La natura assume così l'aspetto di una madre sadica, che genera le sue creature per vederle soffrire. L'infelicità a questo punto diventa un approdo inevitabile, dovuto al ciclo necessario di creazione e distruzione della materia, e né gli uomini, né gli animali sono esentati da questa legge. Queste considerazioni che affiorano nella prima fase del pessimismo cosmico, al quale tutte le creature sono più o meno inconsciamente soggette, come una semplice legge naturale di cui l'uomo è vittima, si possono trovare nelle Operette Morali per quanto riguarda la prosa, e in poesia nei Grandi idilli.
Il materialismo in Leopardi si alimentò in realtà già da quando, giovanissimo, si diede a coltivare le scienze, in particolare l'astronomia, oltre alla fisica e alla chimica. Nonostante però la scienza, come la filosofia, si proponga di risanare il dualismo che separa l'uomo dalla natura, anch'essa è vittima di un'illusione, per di più inconsapevole e perciò presuntuosa, perché tale ricomposizione non sarà mai oggettiva, ma sempre ingannevole. Solo la consapevolezza della poesia può smascherare l'ignoranza della scienza e alleviare la sua incapacità a porre rimedio al dolore umano.

#### L'agnosticismo di Leopardi
(La ginestra o il fiore del deserto, vv. 189-198)

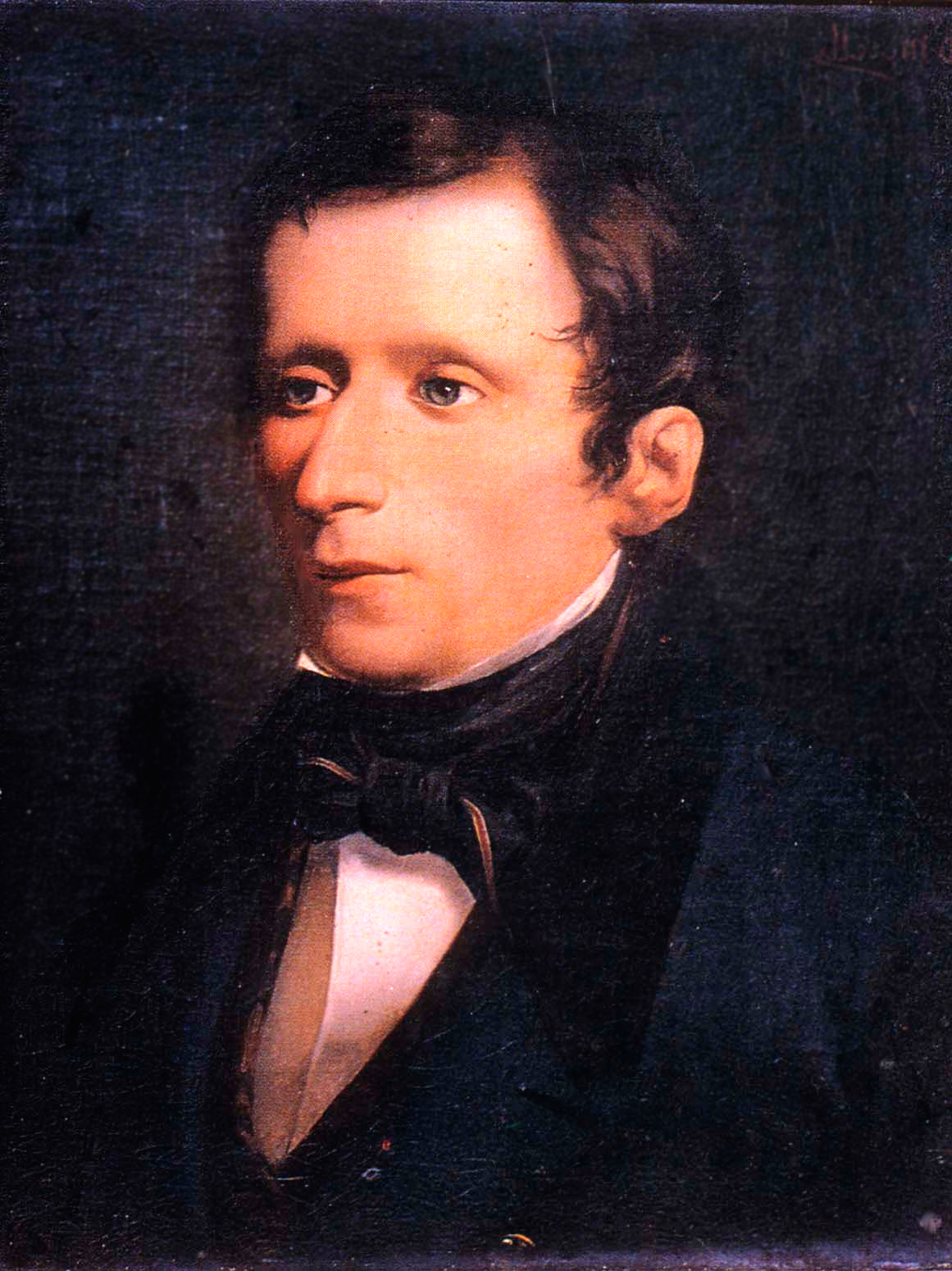
Domenico Morelli, Ritratto di Giacomo Leopardi

Una parte della critica ha più volte evidenziato il materialismo, da lui spesso ribadito, e l'ateismo sostanziale di Leopardi, sebbene questo non sia mai stato espresso in maniera esplicita e univoca, e che secondo alcuni consiste più che altro in un agnosticismo, come quello del successivo Cioran, una posizione come quella di alcuni filosofi antichi, come di attrazione-rifiuto verso la religione, più che di radicale ripulsa.
Leopardi, pur costretto dalla censura pontificia e borbonica (nonché dal rispetto verso la sua religiosa famiglia, come emerge dalle lettere, in cui però mette in chiaro con il padre che pur non essendo lui irreligioso, non condivide per nulla le sue tesi cattoliche e reazionarie, pur rispettandole), non mancherà di abiurare il cristianesimo (dopo il 1820-21, mentre prima è ancora presente il tentativo conflittuale di conciliare materialismo e ateismo con il cristianesimo, quasi in senso voltariano e rousseauiano), criticare il clero (le sue opere finiranno all'Indice dei libri proibiti), la teologia cristiana in cui definisce Cristo - chiamandolo Platone per aggirare la censura pontificia - il più spietato dei carnefici dell'umanità, per aver creato, insieme ad altri, la paura della vita dopo la morte (da cui da piccolo il poeta aveva grande timore, a causa del fanatismo della madre), anziché un aldilà senza pene e premi come l'Ade di Omero, caratterizzato da malinconica e rassegnata accettazione, approdando quindi a una sorta di ateismo (in forma principalmente pratica, più debole e parzialmente teorico, ma non forte come quello degli illuministi; o altresì definibile come un ateismo agnostico o metodologico, in cui l'ente supremo è la natura, in forma di quasi divinità materialistica, contestata dal poeta). Come Foscolo, Leopardi pensa che la religione cristiana abbia spinto l'uomo a disprezzare la vita, ma si spinge poi oltre, poiché la Chiesa, vietando il suicidio (che comunque Leopardi non approva per motivi "solidaristici") ha spinto l'uomo a temere la morte, che invece, nella visione pessimistica, libera l'uomo sofferente da tutti i mali. Nella canzone La ginestra e ne I nuovi credenti, prende di mira decisamente e in maniera sarcastica lo spiritualismo cattolico, schierandosi con il materialismo ateo illuminista, in quanto la ragione, pur svelando la dura realtà, è ritenuta meglio degli inganni della natura e della religione. In essa tuttavia ridicolizza anche il progressismo materialista dell'Ottocento:
Scrive nello Zibaldone:
e ancora, accusando di ipocrisia il cristianesimo:
Leopardi giunge ad attaccare e deridere le superstizioni umane e le religioni in quanto vengono usate per rendere più misera e non più felice, tramite le illusioni, gli individui, considerando dannoso e poco virile l'aver abbandonato la via razionalista aperta dall'illuminismo, la vera luce, a cui gli uomini hanno preferito il buio.
Sempre nello Zibaldone sembra convenire con la sentenza di un frammento epicureo di Petronio Arbitro ("Fu la paura a creare per prima gli dei nel mondo")
L'uomo è inoltre in balia di un destino più forte, e non può sottrarsene ma deve accettarlo ("amor fati").
Un'affermazione quasi esplicita di ateismo, nonché di materialismo, in luogo del consueto pessimismo quasi "panteista", con riferimenti biblici o cristiani, dei Canti o di alcuni passi dello Zibaldone («La natura è lo stesso che Dio. Quanto più attribuisco alla natura, tanto più a Dio»), si trova in una delle Operette morali, il Frammento apocrifo di Stratone da Lampsaco, pubblicato postumo da Antonio Ranieri nel 1845 a Firenze (forse escluso dal poeta proprio per le pesanti implicazioni con la censura borbonica o pontificia, censura invece molto allentata nel liberale regime toscano degli Asburgo-Lorena); in esso Leopardi riprende il materialismo antico degli atomisti, e le idee dell'illuminista radicale d'Holbach:
Nello Zibaldone vi sono riferimenti anche al panteismo di Spinoza, alla teoria della prova ontologica, ma nuovamente collegati al materialismo holbacchiano, di Helvétius e Diderot:
(Zibaldone, 4275)
Si noti il paragone con la proposizione seguente del barone d'Holbach:
(Paul Henri Thiry d'Holbach, Il buon senso, ossia idee naturali opposte alle soprannaturali; paragrafo 39)

#### Il vitalismo di Leopardi
(L'infinito, vv. 15-17)
Se il pensiero razionale di Leopardi espresso nello Zibaldone e in altre sue prose sembra improntato all'agnosticismo e al materialismo, è stato fatto notare tuttavia come nella sua poetica trovi invece espressione un modo di sentire più legato al vitalismo, o ad una sorta di panteismo che concepisce la natura come animata da un principio spirituale immanente e panpsichista. Leopardi ha fatto esplicito riferimento a ciò scrivendo: «Che la materia pensi, è un fatto».
Secondo Anna Clara Bova, ad esempio, Leopardi «affronta nella sua complessità il problema di una spiegazione dell'animazione, e cioè della vita, in quanto differente dall'esistenza inorganica, misurandosi così fino in fondo con il vitalismo romantico».
La contraddizione tra panteismo e nullismo, tra «filosofia del sì» e «filosofia del no», tra anelito alla vita e disillusione, era del resto ben presente allo stesso Leopardi, e si riflette nel contrasto tra il sentimento che affiora nella sua poesia, spingendolo a credere nelle «illusioni» e lusinghe della natura, e la razionalità presente nelle sue riflessioni filosofiche che invece le considera vane, negando ad esse qualunque contenuto ontologico.
(Zibaldone, 4129)

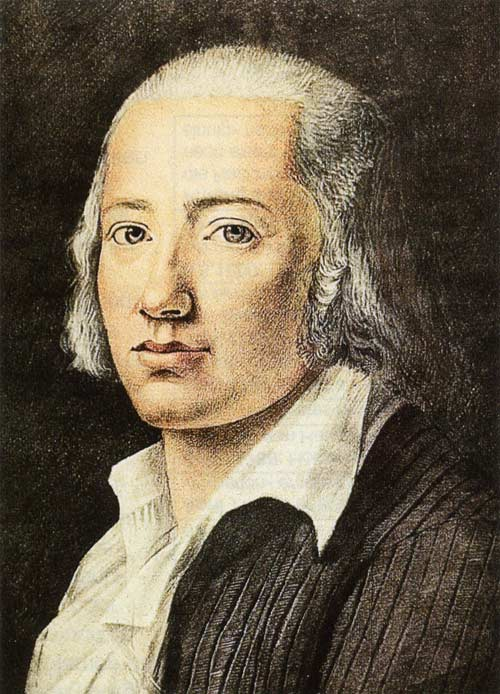
Friedrich Hölderlin

La consapevolezza dei limiti della ragione, che conduce Leopardi a ritenere che la vera filosofia debba in ogni caso mantenere i legami con l'immaginazione e la poesia, sembrano avvicinarlo, più che all'ateismo francese, all'idealismo tedesco romantico, che fondava sull'intuizione intellettuale, esaltata anche da poeti come Hölderlin e Schiller, la possibilità di una comprensione globale della natura e dei rapporti in essa vigenti, mantenendo uniti razionalità ed entusiasmo.
Sul tema della contemplazione della vitalità dell'universo sono state rilevate analogie anche col poeta romantico inglese Percy Bysshe Shelley, il quale affermava l'esigenza di «sollevare il velo che nasconde la bellezza del mondo» dando voce alla poesia, per riuscire a placare il proprio animo tormentato.

### Il pessimismo eroico
Nell'ultima fase della sua meditazione il poeta rivaluta la ragione, (seppur fonte di infelicità) come l'unico bene rimasto agli uomini che consenta loro di conservare nelle sventure la propria dignità, e anzi, inducendoli a unirsi in fraterna solidarietà, li aiuti a vincere o almeno attenuare il dolore.
Nell'"Operetta morale" Dialogo di Plotino e Porfirio, la lunga discussione tra i due filosofi antichi sul suicidio si conclude con l'affermazione che la scelta di uccidersi dev'essere rifiutata in quanto questo gesto aggiungerebbe un ulteriore motivo di sofferenza agli amici del suicida, i quali, come tutti gli uomini, devono già patire tanto dolore. Dunque, conclude Plotino, "andiamoci incoraggiando, e dando mano e soccorso scambievolmente, per compiere nel miglior modo questa fatica della vita". In questo testo è possibile trovare la manifestazione di uno spirito di solidarietà e condivisione, che nasce dalla constatazione che non v'è altro modo per difendersi dalla potenza cieca della Natura e dall'alternativa dolore/noia entro la quale si svolge la vita dell'uomo, recuperando il concetto filosofico antico della cura di sé.

Del resto Leopardi respinse sempre con forza l'accusa di misantropia, come si legge in un pensiero dello Zibaldone: 
Egli tuttavia provava sempre un senso di estraneità, talvolta quasi disprezzo o irrisione, verso la maggioranza degli uomini, persi nelle piccolezze e meschinità quotidiane, o in illusioni di progresso positiviste, le magnifiche sorti e progressive che il poeta non ha timore di deridere, pur sapendo che ciò gli costerà in termini di popolarità: difatti questo è il destino dell'intellettuale e dell'uomo troppo grande, che non viene capito dai suoi contemporanei:
(La ginestra, vv. 68-69)
Il filosofo vero, però, perdona quando è necessario, in quanto molti errori umani derivano da negligenza, superficialità e ignoranza, più che da vera malvagità, e può capitare che da un grande male esca un bene.
Su queste basi matura in seguito l'auspicio di una società rinnovata in senso solidale, in cui gli uomini si stringono «in social catena», non per astratti insegnamenti di morale o di religione, ma per la presa di coscienza che solo l'accettazione coraggiosa della verità ed il rifiuto di ogni inganno, illusione, autoinganno possono rendere gli uomini veramente uomini, e la vita un po' meno indegna di essere vissuta.
Quest'ultima fase del pessimismo leopardiano è chiamata pessimismo eroico poiché l'uomo afferma orgogliosamente ed eroicamente la propria dignità, insieme con i propri simili. Vana la ricerca della felicità e del miglioramento significativo della condizione umana - individuale, collettiva e ultraterrena, con la caduta delle illusioni di gioia, progresso, rivoluzioni, religione - non resta che un eroico atto di sfida, che rispetto alla ribellione del singolo in Foscolo e Alfieri, presenta la ricerca della solidarietà umana autentica contro la natura. La fiducia in Dio è il punto di distacco del pessimismo leopardiano da quello di Alessandro Manzoni, cattolico liberale sui generis e in disparte rispetto agli ideologi ottimisti. Per Manzoni è possibile migliorare la società, tuttavia entrambi gli scrittori sono assertori della violenza naturale e storica che colpisce l'uomo nel corso della sua esistenza; a differenza dei liberal-moderati impegnati, essi non nutrono speranze di vero rinnovamento, tutto è destinato alla sofferenza e al dominio del più forte. La differenza verte però sulla speranza ultima cui l'uomo è destinato: se per Leopardi il ciclo esistenziale del mondo è destinato a risolversi in distruzione e morte, Manzoni riesce a non cadere in questo pessimismo "cosmico" grazie alla fiducia che pone nella Provvidenza divina. Alcuni versi e alcune scelte stilistiche dell'Ognissanti, frammento manzoniano del 1847, sono stati messi in contrapposizione con l'immagine della Ginestra: il fiore di Leopardi simboleggia l'eroismo senza speranza finale, mentre quello di Manzoni spera sempre l'intervento finale della Grazia risolutrice, nelle vicende storiche (la provida sventura) ed oltre.
Il titanismo solidale leopardiano è stato avvicinato da taluni critici (specialmente quelli di area marxista, come Antonio Gramsci) alla nascente ideologia socialista, in particolare al socialismo utopista, anche se in realtà è più legata alla filantropia di stampo illuminista settecentesca (oltre che agli atteggiamenti e al pensiero di autori come i contemporanei Lord Byron e Percy Shelley), in particolare è evidente l'ispirazione da Voltaire, e dal suo Poema sulla legge naturale, il quale presenta alcune similitudini ideologiche con La ginestra, oltre che da alcuni scritti di Rousseau. Voltaire, come Leopardi, rifiuta di affermare che una situazione generale è felice se la maggioranza di coloro che ne fanno parte è composta di individui che sono infelici.

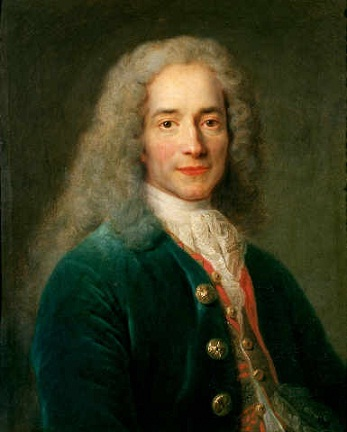
Voltaire

Come nel Candido, anche in Leopardi gli esseri umani di ogni tempo e luogo non sono felici, anzi sono destinati a subire sia le disgrazie della natura sia quelle causate dalla società e dagli altri esseri umani, seppur Voltaire mantenga la fede nel progresso razionalista possibile. Per entrambi rimane una speranza, ossia che gli uomini, contro la loro stessa natura umana e contro la legge meccanica della Natura, possano resistere grazie ad una morale solidaristica di fondo.

#### Le satire "politiche"
Interessanti e legati alla fase finale del pensiero di Leopardi sono anche le opere satiriche degli ultimi anni, che riprendono temi delle Operette, ma in cui la vena poetica non viene meno: i Paralipomeni della Batracomiomachia (contro i reazionari, ripresa della Batracomiomachia dello pseudo-Omero), il capitolo I nuovi credenti (sugli spiritualisti cattolici napoletani, dedicata ad Antonio Ranieri) e la Palinodia. Al marchese Gino Capponi (contro i cattolici liberali "progressisti", ironicamente dedicata all'"amico di Toscana" Capponi). La prima è ritenuta quella meno interessante dal punto di vista della novità stilistica, in quanto riprende lo stile di Giovanni Battista Casti, poeta del Settecento, ma influenzato ancora dalla poesia del Seicento, la seconda è una satira sui napoletani a metà tra bonario e sarcastico; mentre i Paralipomeni mettono sotto accusa anche progressisti e liberali, ritenuti velleitari, oltre ai reazionari (descritti come "birri d'Europa / e boia", con riferimento agli austriaci, ma Leopardi attacca anche i Borboni di Napoli), la Palinodia, la più interessante delle tre opere satiriche napoletane, stroncata da molti critici dell'epoca e anche in seguito, è stata rivalutata negli anni seguenti e posta accanto alla grande poesia leopardiana idillica e filosofica. Si tratta di una feroce satira, poco gradita dal "dedicatario" Gino Capponi, diretta contro i cattolici liberali (in particolare contro Niccolò Tommaseo, uno dei più accaniti critici contemporanei del Leopardi, al punto di indirizzargli anche veri e propri insulti) del progresso sterilmente ottimistico, preso di mira anche con La ginestra, al quale contrappone il suo solito pessimismo e sarcasmo, un'invettiva - sotto forma di finta ritrattazione - contro il XIX secolo, nella quale Leopardi prevede i tempi e denuncia il grande potere della stampa, il consumismo, le guerre imperialistiche e mondiali che cominceranno a scatenarsi all'inizio del XX secolo, il colonialismo italiano, la corruzione della politica, la demagogia di quanti promettono felicità alle masse, non potendo prometterla ai singoli individui, fino al grande progresso scientifico (facendo riferimenti anche ad Alessandro Volta), ma non morale e umano, che si verificherà (addirittura prevede i voli sopra l'Europa, cioè l'aviazione, mentre all'epoca esistevano solo le mongolfiere). Particolare è la derisione ironica che Leopardi dedica alle lunghe barbe della nuova moda liberale (definite "segno salutare" che saranno fatte "ondeggiar lunghe due spanne"), sebbene il suo stesso amico Ranieri la portasse. L'epigrafe, tratta da Petrarca, "Il sempre sospirar nulla rileva" (ossia "il troppo lamentarsi non serve a nulla"), anticipa un Leopardi non più rinunciatario né illuso, ma combattivo, che si prepara alla fase propositiva e "positiva" della Ginestra, profondamente diverso dal periodo degli Idilli, dei Canti pisano-recanatesi e del ciclo di Aspasia.
Tutti questi temi polemici, con l'aggiunta del tema solidaristico, verranno ripresi nella Ginestra. Le ultime opere in ordine strettamente cronologico di Leopardi sono i detti Paralipomeni e il ritorno all'idillio (descrizione accurata e sentimentale dei paesaggi naturali, con morale filosofica a seguire, mentre la Ginestra è un alternarsi di paesaggi vesuviani e temi dottrinali, e la Palinodia è inizialmente ambientata in un luogo artificiale, cioè in una caffetteria napoletana dove Leopardi si intratteneva spesso mangiando sorbetti e bevendo caffè) ne Il tramonto della luna: queste due opere terminate forse il giorno della morte e le cui ultime strofe furono dettate all'amico Ranieri, che le trascrisse.

### Ricezione critica del pessimismo leopardiano
(Francesco De Sanctis, Schopenhauer e Leopardi, 1858)
Il pensiero filosofico di Leopardi, pressoché ignorato o screditato dai suoi contemporanei, ha avuto diverse ricezioni, spesso oscurato dalla sua grande lirica con cui però costituisce un unicum. Molti hanno negato che fosse vera filosofia, ritenendola piuttosto un insieme di pensieri, pur apprezzandone spesso la forma letteraria, specie la poetica, riconoscendogli onestà intellettuale e solo talvolta encomiandone le idee; tra costoro si annoverano Francesco de Sanctis, Niccolò Tommaseo, Alessandro Manzoni, Giovanni Papini, Filippo Tommaso Marinetti, Benedetto Croce, Giovanni Gentile; quest'ultimo fu peraltro uno dei primi rivalutatori delle Operette, elogiandone l'aspetto filosofico, definito nel saggio Manzoni e Leopardi in accordo con la poesia leopardiana. Altri hanno sostenuto la piena validità dell'edificio filosofico leopardiano come "vera filosofia", a titolo diverso, tra cui Gramsci, Schopenhauer, Nietzsche, l'amico Giordani, Sebastiano Timpanaro (che ne ha rilevato la sostanziale contiguità col materialismo del barone d'Holbach e in particolare con l'opera del filosofo franco-tedesco Sistema della Natura, come rilevabile anche dallo Zibaldone) e tra i cattolici liberali Carlo Bo.

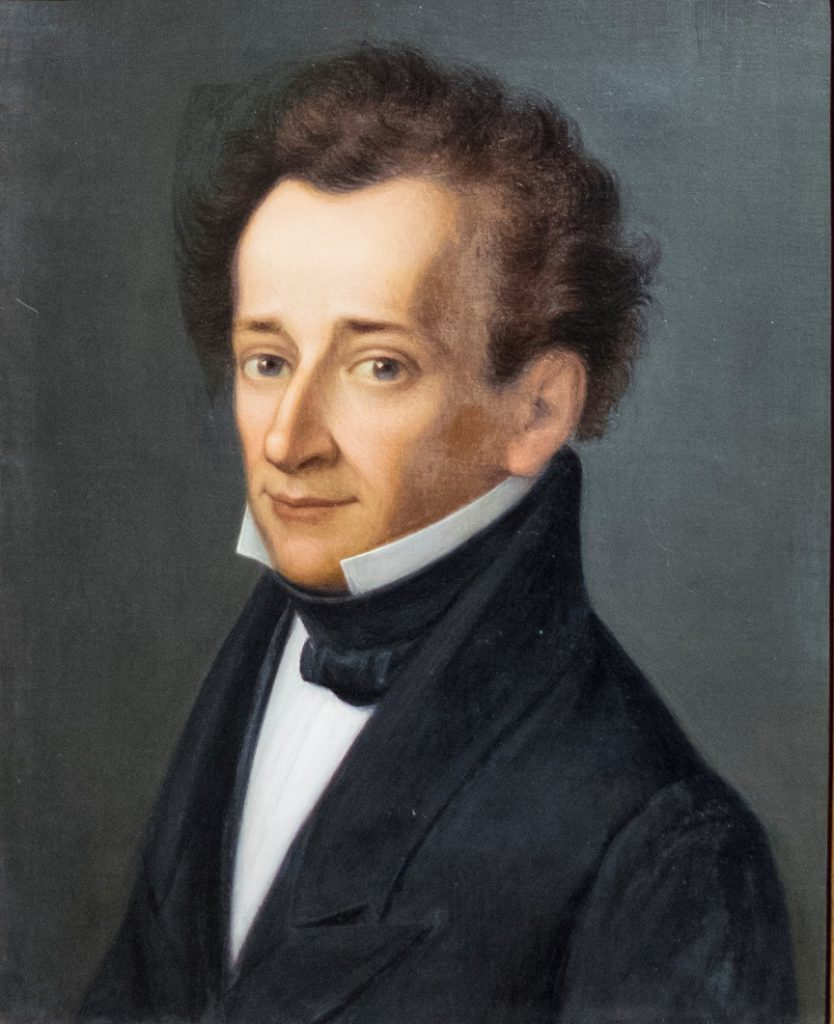
Giovanni Gallucci, Ritratto di Leopardi

A livello internazionale, la traduzione dello Zibaldone ha avuto il merito di focalizzare sul pensiero leopardiano anche la critica in lingua inglese, conosciuto più per la lirica romantica in stile "europeo" e per la somiglianza filosofica con Schopenhauer; l'opera è stata paragonata da Robert Pogue Harrison - in quanto work in progress filosofico e filologico, originariamente non scritto per la pubblicazione - ai Diari di Coleridge e Kierkegaard, ai Journals di Emerson e alla Volontà di potenza di Nietzsche. Lo stesso Harrison definisce Leopardi come «uno dei pensatori più originali e radicali del XIX secolo».
Il pensiero leopardiano è stato anche definito "pensiero poetante", dal titolo di un saggio di Antonio Prete, che riprende la metafora usata da Martin Heidegger per descrivere la poesia di Friedrich Hölderlin, e in questa veste è stato anche analizzato a fondo da Emanuele Severino nell'opera Il nulla e la poesia.

## Altri temi

### La malattia come strumento conoscitivo
Leopardi negò sempre la corrispondenza tra vita e filosofia. Tuttavia è innegabile un nesso tra la malattia fisica e il pessimismo: a parte l'invocazione alla morte come fine della sofferenza, Leopardi afferma che per tutti gli uomini la vita è fondamentalmente dolore, e che la felicità possibile è fuggirlo. Sebastiano Timpanaro afferma infatti che la malattia è il punto di partenza, un "formidabile strumento conoscitivo", e il materialismo pessimista quello di arrivo:
(Sebastiano Timpanaro, Il pessimismo «agonistico» di Leopardi, da Classicismo e illuminismo, Pisa, Nistri-Lischi, 1965, pp. 150-182)

### L'estetica
Già dalle prime pagine dello Zibaldone Leopardi iniziò a elaborare un «sistema di belle arti» di ispirazione settecentesca. Non completò questo progetto (che tuttavia rimane parte integrante della poetica, con la bellezza della parola e il suo effetto all'uditore), ma non smise di interessarsi a questioni di estetica riflettendo sui diversi tipi di esperienza estetica, riconoscendo nell'arte, come Schopenhauer e Nietzsche, l'unica consolazione rimasta all'uomo moderno e analizzando anche la percezione della bellezza.

### L'essere e il non-essere
Seguendo il monismo materialistico, con qualche distinguo, Leopardi identifica nella materia l'unico vero essere dell'universo, ma vi contrappone il non-essere: è il nulla la condizione ideale, la miglior scelta in quanto riflusso nella vita cosmica, la vera "cosa arcana e stupenda". Non c'è finalismo, ma esistenza fine a se stessa, di cui la Ginestra è il simbolo vivente, in quanto raccoglie in sé l'essenza ultima dell'essere (la nullità), in essa si fortifica, facendone l'unica illusione possibile; in Leopardi quindi, come in Lucrezio, ontologia e fenomenologia vengono quasi a coincidere.

## La poetica
(Giovanni Papini, Felicità di Giacomo Leopardi, 1939)
Il pessimismo è legato strettamente anche alla poetica di Leopardi, in quanto è tesa a dimostrare il nulla e a consolare il dolore, tramite le illusioni.

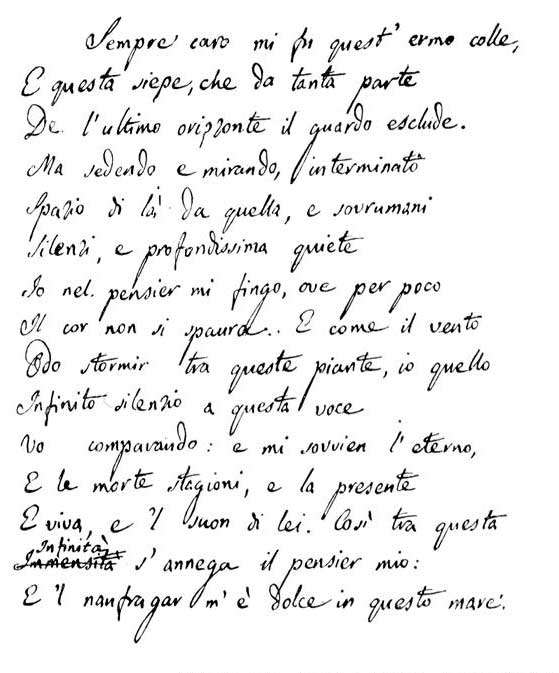
Secondo manoscritto autografo della poesia L'infinito

La poetica rappresenta l'insieme dei principi e degli obiettivi che guidano l'attività creativa (temi, linguaggio, destinatari, finalità) del poeta recanatese. Essa appare intimamente connessa agli aspetti del pensiero dell'autore, ovvero alle sue posizioni filosofiche, alla sua concezione dell'uomo e della società, alle esperienze di vita attraverso le quali si è formato. Le circostanze paesaggistiche descritte da Leopardi sono per la massima parte delle immagini e sensazioni risalenti alla sua fanciullezza, ma che con il passare degli anni non fanno altro che ripetersi nel resto della vita, e per questo vengono definite rimembranze, ovvero ricordi dal passato. Queste sensazioni, in un primo momento potrebbero suscitare gioia, ma in realtà fanno rivivere al poeta momenti di profonda malinconia e nostalgia, avendo la consapevolezza che tali gioie non è più possibile riviverle come da fanciullo.
Nel caso di Giacomo Leopardi, l'elaborazione della poetica è testimoniata da numerosi passi, di varia estensione, dello Zibaldone, talora dotati di esempi, o addirittura corredati da abbozzi di testi poetici. Lo Zibaldone è la chiave per comprendere come al centro dell'opera di Leopardi appaia costante la tematica del dolore esistenziale, sfociante nella sua visione pessimista della vita.

### La poesia leopardiana
Per quanto riguarda la poesia, egli rifiuta il principio di imitazione sia nei confronti dei classici che dei romantici. Preferiva adoperare una certa distinzione fra poesia d'immaginazione e poesia di sentimento. La poesia d'immaginazione è caratterizzata dalle civiltà antiche, poiché fantastica. La seconda è invece frutto di riflessione, caratteristica della contemporaneità. Secondo lui, la vera poesia è morta, dato che solo quella è frutto della fantasia degli antenati, e che oramai non rimane altro che replicare ad essa.
Negli anni compresi tra il 1817 e il 1818 si delinea il primo momento del sistema di pensiero leopardiano. Leopardi considera felice lo stato d'animo dell'uomo e ritiene che la natura riesca a mediare la condizione di infelicità a cui l'uomo è destinato. Dunque in questa prima fase la natura assume una connotazione positiva perché è in grado di produrre illusioni. Gran parte della sua poesia fa uso di parole e aggettivi molto evocativi, secondo la poetica, esposta nello Zibaldone, del vago e dell'indefinito.

#### Vago, indefinito, doppia visione e rimembranza
La poetica di Leopardi è caratterizzata da un forte potere evocativo atto a suscitare sensazioni e immagini abbastanza variegate senza descriverle in modo preciso. L'Infinito è un chiaro esempio della vocazione poetica leopardiana; il sentimento dell'indefinito è sollecitato molto dal paesaggio circostante, non indicato con precisione, ma attraverso attributi vaghi e indefiniti. Questo, nei confronti del lettore, dovrebbe stimolare un forte senso di immaginazione, dominata da un paesaggio surreale. La poetica dell'indefinito e del vago scaturisce dall'unione di sensazioni visive e uditive, che accendono l'immaginazione stimolando sensazioni indefinite e lontane.
La cosiddetta "doppia visione" in Leopardi consiste in una visione nella quale alla realtà percepita con i cinque sensi si affianca un'altra realtà, frutto dell'immaginazione. Un altro aspetto chiave della poesia leopardiana è la rimembranza, una sorta di ricordo vago e sfumato, presente perlopiù nei Piccoli idilli, nei quali il poeta fa rivivere la malinconia e l'angoscia provate da fanciullo, unite al desiderio insoddisfatto. La rimembranza (assieme all'illusione e all'immaginazione è un tema tipicamente romantico, si vedano anche i poeti tedeschi come Novalis) è presente anche in altre opere di Leopardi, come lo stesso titolo Le ricordanze o nell'incipit di A Silvia.

#### I Canti
Non è possibile identificare nei Canti una poetica unitaria, ma piuttosto l'evolversi di linee diverse, spesso compresenti, legate in modo non rigido ma dinamico all'evolversi del pensiero leopardiano.
Nei Canti pisano-recanatesi, quando è ormai irreversibile la convinzione dell'universale e necessaria infelicità degli uomini, voluta dalla natura, permangono ben saldi gli elementi costitutivi della poetica degli Idilli, ovvero il vago, l'indefinito, la rimembranza. Per questa ragione, fra l'altro, i Canti pisano-recanatesi sono stati a lungo indicati come "Grandi idilli".
Nei difficili anni che seguono il definitivo allontanamento da Recanati non cambia il nucleo concettuale della filosofia leopardiana, mentre emergono significativi mutamenti poetici nei Canti del "Ciclo di Aspasia" e nella Ginestra: non si riscontra più un linguaggio sfumato, con evocazione degli anni giovanili (le "rimembranze" o "ricordanze"), serene rappresentazioni di paesaggio e malinconici stati d'anima, ma un linguaggio fermo, scabro, a volte ironico o sarcastico fino all'asprezza o al cinismo.

### I Pensieri
Sono una raccolta di pensieri e aforismi, sui tipici temi leopardiani come noia, amore e morte.
La morte è rifuggita dall'uomo malgrado delusioni e dolori:" la morte non è male: perché libera l'uomo da tutti i mali, e insieme coi beni gli toglie i desideri. La vecchiezza è male sommo: perché libera l'uomo di tutti i piaceri, lasciandogliene gli appetiti; e porta seco tutti i dolori". Come detto, è invece la noia è il più nobile e tragico dei sentimenti umani.

### Altri elementi di poetica
Illusioni sono la felicità (o piacere) e l'infinito a cui l'animo tende naturalmente.
La ragione ha però scoperto che la felicità non può essere appagata data la finitezza dell'uomo e la precarietà della sua esistenza. L'infinito coincide con il nulla, il solido nulla, unica certezza: «Pare che solamente la negazione dell'essere, il niente, possa essere senza limiti, e che l'infinito venga in sostanza ad essere lo stesso che il nulla». L'inattingibile infinito suscita però nell'uomo la tensione a superare i propri limiti.
L'idillio è espressione della poesia d'immaginazione, mentre la canzone è espressione della poesia di sentimento e filosofica.

### Il linguaggio e lo stile di scrittura
Caratteristica del poeta è l'essenzialità del linguaggio che, con rapidissime immagini e sapienza ritmica e sintattica, crea brani di straordinaria suggestione.

Nello Zibaldone Leopardi annota le proprie riflessioni circa il linguaggio adottato nella poesia: egli scrive di adoperare "una lingua per i morti", sottolineando l'uso di parole arcaiche, desuete, fuori dal loro contesto. Osserva inoltre che i "termini", ovvero i vocaboli determinati, sono prosastici, mentre le parole, quanto più sono "vaghe" ed "indefinite" tanto più risultano poetiche. Analogamente, ciò che è presente e vicino viene considerato meno poetico di ciò che è lontano nel tempo o nello spazio. A questo proposito, l'idillio L'infinito è paradigmatico della poetica che si suole definire "idillica". L'idea dell'immensità e dell'eternità sono rese con un limitatissimo impiego di mezzi lessicali, che consente alle idee di giganteggiare nel deserto delle semplici parole.

### Altre poetiche
- Pensiero e poetica di Alessandro Manzoni
- Pensiero di Agostino d'Ippona
- Pensiero di Bergson
- Pensiero di Ernst Jünger
- Pensiero di Leibniz
- Pensiero di Lev Tolstoj
- Pensiero di Friedrich Nietzsche
- Pensiero di Marco Aurelio
- Pensiero di Schopenhauer
- Pensiero di Teilhard de Chardin
- Pensiero paolino